# Avenue de la Gloire
L'avenue de la Gloire (en occitan : avenguda de la Glòria) est une voie de Toulouse, chef-lieu de la région Occitanie, dans le Midi de la France.
C'est un axe pénétrant très fréquenté, mais assez étroit pour son importance, et très pentu. L'axe est assez commercial dans sa première partie, entre le canal du Midi et la rue de Solférino, puis prend un visage plus résidentiel, alternant des toulousaines et des immeubles, jusqu'au chemin de Caillibens. Elle longe ensuite la cité de la Gloire, un grand ensemble toulousain, avant de céder la place à une zone pavillonnaire.

## Situation et accès

### Description
L'avenue de la Gloire est une voie publique. Elle marque la limite entre les quartiers de Marengo, au nord, et Guilheméry, au sud, avant de traverser le quartier de Soupetard, à l'est.
Elle naît du boulevard de la Gare qui longe le canal du Midi. Longue de 1800 mètres environ, elle croise le chemin de fer menant à la gare Matabiau, remonte et longe ensuite le cimetière de Terre-Cabade jusqu'au chemin de Caillibens en gravissant la côte puis longe le cimetière de Salonique en descendant jusqu'à l'intersection avec l'avenue Jacques-Chirac, puis poursuit son chemin jusqu'à sa fusion avec l'avenue Jean-Chaubet.
La chaussée compte une voie de circulation automobile dans chaque sens. Elle appartient à une zone 30 et la vitesse y est limitée à 30 km/h. Il n'existe pas de bande, ni de piste cyclable.

### Voies rencontrées
L'avenue de la Gloire rencontre les voies suivantes, dans l'ordre des numéros croissants (« g » indique que la rue se situe à gauche, « d » à droite) :
1. Boulevard de la Gare
2. Rue Saint-Paul (g)
3. Rue Denis-Papin (d)
4. Rue Saint-Bertrand (g)
5. Rue de Luppé (d)
6. Rue de la Providence (d)
7. Rue de Solférino (d)
8. Rue Labat-de-Savignac (d)
9. Rue Édouard-Audiguier (d)
10. Rue d'Assalit (d)
11. Chemin de Caillibens (g)
12. Impasse de Soupetard (g)
13. Rue du Mas-des-Augustins (d)
14. Rue Monié (d)
15. Rue du Général-Baurot (g)
16. Impasse Pelleport (g)
17. Rue de la Coquille (d)
18. Avenue Jacques-Chirac
19. Rue Belloc-Cité (g)
20. Rue Pigni (g)
21. Rue du Bois-Fleuri (g)
22. Rue François-Oulié (d)
23. Rue Alexandre-Soumet (g)
24. Avenue Jean-Chaubet

### Transports
L'avenue de la Gloire est parcourue et desservie dans sa première partie, entre le boulevard de la Gare et l'avenue Jacques-Chirac par la ligne de bus 23. Au carrefour de cette avenue, elle est également desservie à proximité par les arrêts de la ligne 37, ainsi que par la ligne 51, qui parcourt et dessert la dernière partie de l'avenue de la Gloire, jusqu'au carrefour de l'avenue Jean-Chaubet. L'avenue reste en revanche relativement éloignée des stations de métro.
De même, il n'existe pas de stations de vélos en libre-service VélôToulouse le long de l'avenue de la Gloire. Les stations les plus proches sont, à l'ouest, la station no 176 (1 rue du Général-Jean-Compans) et, à l'est, la station no 182 (face 155 avenue Jean-Chaubet).

### Dangerosité et inconfort

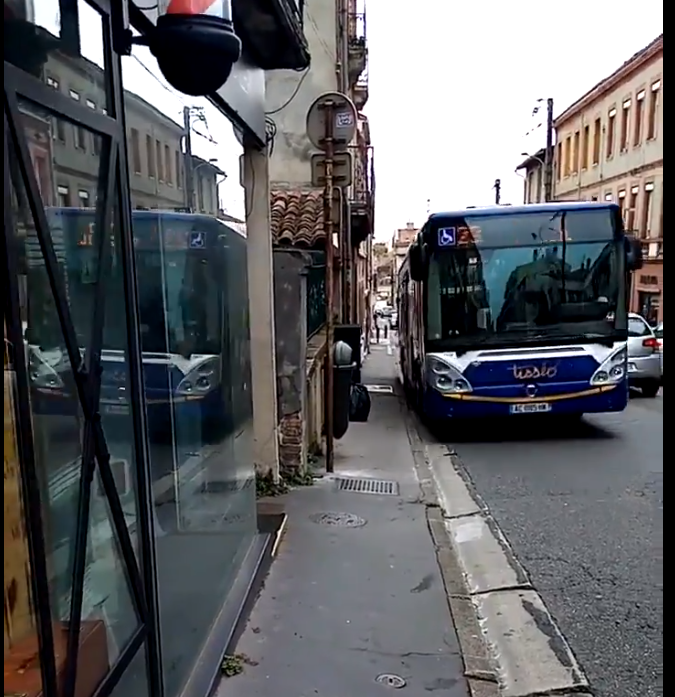
L'étroitesse de l'axe routier et de sa dangerosité.

L'avenue de la Gloire est une avenue non piétonne, très étroite pour la circulation qui s'y écoule, ce qui, selon ses usagers, en fait une des avenues les plus dangereuses de l'est toulousain. Alors qu'il s'agit pour une partie d'une rue assez commerciale, les trottoirs y sont étroits et les commerces mal valorisés. Les bus qui l'empruntent frôlent les voitures, garées à même le trottoir par endroits. Les riverains et les associations de quartier dénoncent la crainte permanente d'accrochage, que ce soit pour les piétons, les vélos ou les véhicules. 
L'association 2 pieds 2 roues signale des incidents de piétons frappés par les rétroviseurs de bus. La mairie a fait savoir que la situation n'était « pas du tout satisfaisante » et envisage deux scénarios : faire passer cet axe au sens unique, soit mettre en place le stationnement résident pour dégager des places de stationnement, et céder l'espace aux vélos ou agrandir les trottoirs.

## Odonymie
L'avenue de la Gloire rappelle la « gloire militaire » dont se sont couverts les soldats des troupes napoléoniennes, dirigées par le maréchal Jean-de-Dieu Soult, qui tinrent tête aux forces anglo-espagnoles d'Arthur Wellesley de Wellington le 10 avril 1814, lors de la bataille de Toulouse. 
Il existait, au milieu du XIIe siècle au moins, un chemin désigné comme le chemin du Buguet : une fontaine de ce nom se trouvait effectivement sur les pentes de la butte du Calvinet. On trouvait également, au milieu du XIXe siècle, le nom de chemin de la Coquille, à cause d'une fontaine de ce nom car elle était ornée d'une coquille Saint-Jacques (actuel no 158). À la fin du XVIIe siècle, c'était le chemin de la Colombette – nom qu'elle partageait alors avec l'actuelle rue de la Colombette. Elle tenait ce nom d'une métairie qui se trouvait en haut du coteau de Guilheméry, près de l'actuelle rue Mas-des-Augustins, et qui appartenait depuis le XVIe siècle aux religieux du couvent des Augustins. Au sommet de la tour de la métairie avait été placée, après des travaux entrepris à la fin du XVIIe siècle, une colombe en plomb qui donna son nom au lieu et au chemin qui y conduisait.

## Patrimoine et lieux d'intérêt

### Cité de la Gloire
- no 58 : résidence Les Caroubiers (1973)[8],[9].

### Œuvres publiques
- Monument aux morts des quartiers Providence, Cimetière et Soupetard. 
Le monument aux morts est élevé grâce à un comité des habitants pour honorer la mémoire des victimes de la Première Guerre mondiale – 137 morts et 13 disparus dans les quartiers Providence, Cimetière et Soupetard. Il est réalisé par des sculpteurs du quartier, sous la direction du M. Bélard. Il est inauguré le 18 juillet 1920. Le monument est adossé au mur de clôture du cimetière de Terre-Cabade. Il se compose d'une stèle, encadrée de piliers et surmontée d'un fronton curviligne et d'un pot à feu. Devant repose un jeune soldat endormi. En uniforme, le casque posé sur le côté, il a la tête posée dans le creux du bras[10].

- Fontaine de la Coquille. 
La fontaine est créée entre 1859 et 1867 à la demande du maréchal Adolphe Niel pour servir d'abreuvoir aux chevaux des régiments toulousains. Elle est ornée d'une grande coquille Saint-Jacques en pierre. Elle est restaurée et remise en service en 1981[6],[11].